# Джамушлу
Джамушлу — село в республике Армения на расстоянии 70-80 км от столицы страны, города Еревана. Село расположено на севере страны (Арагацотнская область).

## Население
В деревне проживает около 30 семей с населением около 120 человек.
Ниже представлена численность населения в разные годы.
| Год  | Численность |
| ---- | ----------- |
| 1837 | 157         |
| 1897 | 183         |
| 1926 | 283         |
| 1939 | 335         |
| 1959 | 226         |
| 1979 | 285         |
| 1989 | 255         |
| 2001 | 227         |
| 2011 | 197         |

## Хозяйство и быт
Всё население занимается сельским хозяйством и животноводством. Жители имеют большое количество рогатого скота. Молоко сдаётся на ереванские молочные заводы на производство разных молочных изделий.
Село Джамушлу также имеет своих священнослужителей (Пир и Шех).